# Раша Перић
Раша Перић (Гарево, Велико Градиште, 4. август 1938) српски је песник. Његов легат налази се у Удружењу за културу, уметност и међународну сарадњу „Адлигат”.

## Биографија
Живео је четрдесет година у Новом Саду а касније у Петровцу на Млави.
Поезија му је превођена на руски, енглески, белоруси, француски, немачки, грчки, турски, бугарски, румунски, мађарски, румунски, русински, јерменски, арапски, словеначки и македонски.
Честе теме у Перићевој поезији су борба добра и зла, морална људска дилема, прагрех, жена, српска историја и традиција.
Критичари су приметили да је Перићева поезија ослоњена на српску и словенску митологију и традицију српског песничког писма.
Приредио је низ тематских зборника.
Супруга му је српска глумица Верица Милошевић.

## Награде
- Награда „Печат вароши сремскокарловачке”, за песму „Сизиф”, 1968.[5]
- Светосавска захвалница Новог Сада
- Искра културе Војводине[5]
- Златна значка културно-просветне заједнице Србије[5]
- Расински цвет[5]
- Горњачко звоно, за српску духовност
- Награда Србољуб Митић[5]
- Награда Војислав Илић Млађи
- Награда „Павле Марковић Адамов”, за антологичарски рад и песнички опус, 2007.
- Венац врдничке виле
- Повеља за животно дело
- Повеза за духовно стваралаштво Срба у дијаспори Небојша М. Крстић
- Награда „Стражилово”[7]

## Књиге
Песничке књиге
- Молитва за перче неба, 1967.
- Рука биљног анђела, 1970.
- Ветрометина срца, 1970.
- Зелени престо, 1973.
- Гост у белом, 1974.
- Земљаци, 1981.
- Дечја душа, 1984.
- Вага и босиљак, 1988.
- Косовски рв, 1989.
- Српски пут, 1990.
- Гареж и суза, 1991.
- Србија у Грчкој, 1995.
- Фрушка звона, 1997.
- Живи траг, 1998.
- Запад над Србијом, 1998.
- Плави путир, 1999.
- Камена таблица, 2000
- Светачник, 2000.
- Даровница, 2000.
- Светли вилајет, 2000.
- Виноградац, 2001.
- То сам ја, 2001
- Бели монах, 2001.
- То сам ја (песме за децу), 2001.
- Тројине, 2002.
- Човечац, 2003.
- Земни плач, 2003.
- Дан у човеку, 2003.
- Знам човека, 2003.
- Плави уздах, 2005.
- Лирски бокор, 2007.
- Добро јутро, јутро, 2007.
- Азбучно перо, 2007.
- Мој Нови Сад, 2008.
- Јесења сетва, 2010.
- Јаук васељене, 2012.
- Слово је моја кућа, 2015.
- Бројанице, 2015.
- Сабирак, 2016.
- Надзорник, 2017.
- Знам човечицу, 2018.
- Зимска жетва, 2019.
- Дочек апокалипсе, 2020.
- Робот у пољу, 2020.

Аутобиографске књиге
- Даровница, 2000.
- Животница, 2005.
- Сусрети и записи, 2008.
- Позиви и одзиви, 2015.
- Дневник српског песника, 2017.
- Писма српског песника, 2019.